# Episodi di Un caso per B.A.R.Z. (seconda stagione)
La seconda stagione della serie televisiva Un caso per B.A.R.Z. è stata trasmessa in anteprima in Germania da Das Erste tra il 16 settembre 2006 e il 4 novembre 2006.
| nº | Titolo originale      | Titolo italiano | Prima TV Germania | Prima TV Italia |
| -- | --------------------- | --------------- | ----------------- | --------------- |
| 1  | Gauner an Bord        |                 | 16 settembre 2006 |                 |
| 2  | Go-Kart               |                 | 23 settembre 2006 |                 |
| 3  | Schlimmer Verdacht    |                 | 30 settembre 2006 |                 |
| 4  | Pferdeglück           |                 | 7 ottobre 2006    |                 |
| 5  | Fahrraddiebe          |                 | 14 ottobre 2006   |                 |
| 6  | Flinke Finger         |                 | 21 ottobre 2006   |                 |
| 7  | Durchgeboxt           |                 | 28 ottobre 2006   |                 |
| 8  | Melanie und das Biest |                 | 4 novembre 2006   |                 |